# Chionolaena latifolia
Chionolaena latifolia là một loài thực vật có hoa trong họ Cúc. Loài này được (Benth.) Baker mô tả khoa học đầu tiên năm 1882.